# Монтроуз (Јужна Дакота)
Монтроуз (енгл. Montrose) град је у америчкој савезној држави Јужна Дакота.

## Демографија
По попису из 2010. године број становника је 472, што је 12 (2,6%) становника више него 2000. године.
| Група             | 2000.       | 2010.       |
| Белци             | 451 (98,0%) | 455 (96,4%) |
| Афроамериканци    | 0 (0,0%)    | 0 (0,0%)    |
| Азијати           | 0 (0,0%)    | 0 (0,0%)    |
| Хиспаноамериканци | 5 (1,1%)    | 11 (2,3%)   |
| Укупно            | 460         | 472         |